# Middleton on the Hill
Middleton on the Hill est une paroisse civile et un village du Herefordshire, en Angleterre.